# シルヴィア・ジェフリーズ
シルヴィア・ジェフリーズ (Sylvia Webster Jefferies（1969年8月14日 - ）は、アメリカ合衆国の女優。

## 経歴
サウスカロライナ州グリーンウッドで、弁護士で元グリーンウッド市長の父ジェームス・ジェフリーズと元救急看護士の母ポリー・ジェフリーズの娘として生まれた。アメリカン・アカデミー・オブ・ドラマティック・アーツで演技の勉強をし、舞台やテレビコマーシャルに出演するようになった。
HBOのコメディ『Eastbound & Down 』(2009年～2010年)にレギュラー出演し、トレイシー役で知られる。2012年、ABCでアカデミー賞受賞脚本家カーリー・クーリのドラマ『ナッシュビル』にレギュラー出演。ヘイデン・パネッティーア演じるジュリエット･バーンズの薬物中毒の母親ジョリーン・バーンズ役。また映画『きみに読む物語』、『ハロウィンII』、『96 Minutes 』にも出演し、ドラマ『One Tree Hill』、『Surface 』にもゲスト出演している。

## 出演作品
- Leo (2002年)
- Le croisment (2004年)
- きみに読む物語 The Notebook (2004年)
- One Tree Hill One Tree Hill (1エピソード, 2004年)
- End of the Spear (2005年)
- Walker Payne (2006年)
- Surface (2エピソード, 2006年)
- デジャヴ Deja Vu (2006年)
- The Four Children of Tander Welch (2008年)
- ハロウィンII Halloween II (2009年)
- Gimme Shelter (2010年)
- Eastbound & Down (5エピソード, 2009年～2010年)
- Domestic Silence (2010年)
- 96 Minutes (2011年)
- ピラニア リターンズ Piranha 3DD (2012年)
- LOOPER/ルーパー Looper (2012年)
- Nashville (2012年～2013年)